# 维耶勒蒂尔桑
维耶勒蒂尔桑（法語：Vielle-Tursan，法語發音：[vjɛl tyʁsɑ̃]）是法国朗德省的一个市镇，属于蒙德马桑区。

## 地理
维耶勒蒂尔桑（43°40'32"N, 0°27'2"W）面积12.81 平方千米，位于法国新阿基坦大区朗德省，该省份为法国西南部沿海省份，是法國本土面积第二大的省，北起吉倫特省，西临大西洋，南至大西洋比利牛斯省，东临热尔省，东北与洛特-加龍省接壤。
与维耶勒蒂尔桑接壤的市镇（或旧市镇、城区）包括：欧巴尼昂、库迪尔、法尔格、蒙苏埃、圣卢布埃、萨拉济耶。
维耶勒蒂尔桑的时区为UTC+01:00、UTC+02:00（夏令时）。

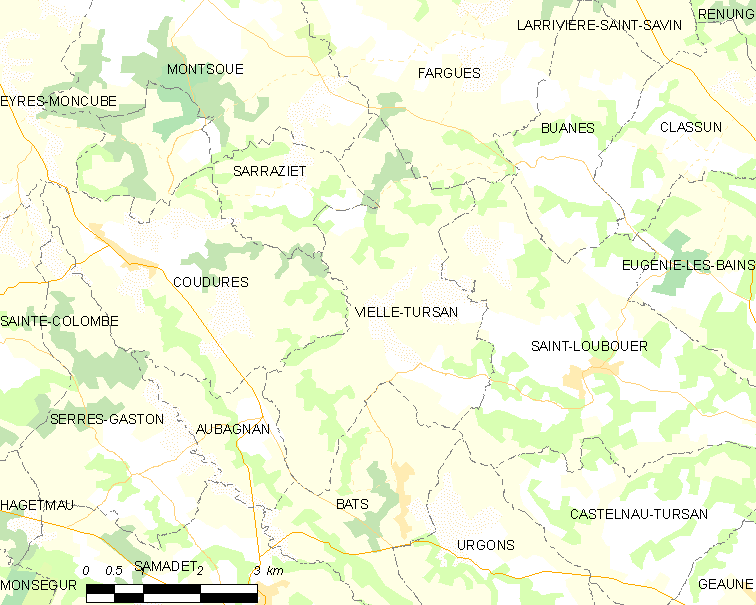
维耶勒蒂尔桑的OSM定位图

## 行政
维耶勒蒂尔桑的邮政编码为40320，INSEE市镇编码为40325。

## 政治
维耶勒蒂尔桑所属的省级选区为阿杜尔-阿马尼亚克县。

## 人口

1962-2008年间维耶勒蒂尔桑人口变化图示

维耶勒蒂尔桑于2022年1月1日时的人口数量为283人。